# Peter Naglič
Peter Naglič, slovenski fotograf in tovarnar, * 26. junij 1883, Šmarca, † 28. julij 1959, Šmarca.
Petrov oče je vodil ščetarsko obrt, katero je Peter nato prevzel skupaj z bratom Karlom in razvilo se je družinsko podjetje, ki je bilo v letih 1920–1945 pomemben dejavnik ščetarske industrije na Kamniškem. V dobi, ki je bila bogata s tehničnimi izumi, je Petra kot uspešnega podjetnika poleg ščetarstva zanimalo vse novo v zvezi s tehniškimi vedami, največ svojega prostega časa pa je posvetil fotografiji. Kot amaterski fotograf s svojim ateljejem v Šmarci je rad spremljal družbene, kulturne in gospodarsko pomembnejše dogodke in tudi čisto vsakdanjim ali naključnim dogodkom vnesel svojstven duh dokumentarnosti. Njegova fotografska zbirka obsega več kot 10.000 steklenih in celuloidnih negativov ter njim pripadajočih pozitivov, ki so nastali med letoma 1899 in 1959.

## Življenje in delo
Peter je bil najstarejši otrok Jožefa Nagliča in matere Marije (rojene Peterlin, iz Preserij pri Radomljah). Šolo je obiskoval na Homcu (1890 in 1897), nato se je kot ščetkarski vajenec izučil pri očetu (1898-1901). Izkušnje je v letih 1911-1914 nadgrajeval v Gradcu pri mojstru A. Schmidtu.
Leta 1914 je bil Peter Naglič mobiliziran in začetno vojno obdobje je preživel na Vrhniki, kjer je začelo pehati njegovo zdravje zaradi težkega vojaškega življenja. Leta 1915 je bil premeščen v Ljubljano, kjer je opravljal različne vojaške naloge, med drugim je opravljal stražarsko službo na mostu čez Savo in bil tudi v strelskem vodu za izvrševanje smrtnih obsodb. Zaradi poznavanja ščetarske obrti je bil Peter v začetku leta 1916 premeščen na Ljubljanski grad, kjer je pomagal usposabljati vojne ujetnike in tam ostal do konca leta 1917. Zaradi slabšega zdravja Peter nikoli ni bil poslan na fronto.
Leta 1920 se je poročil z Marijo Bonač iz Selščka pri Cerknici. Njen sosed je bil znan slovenski slikar, Maksim Gaspari. V zakonu se je Petru in Mariji rodilo pet otrok. Leta 1922 je Peter skupaj z bratom Karlom prevzel očetovo podjetje in z vnosom novih tehnologij in materialov se je Tovarna bratov Naglič v naslednjih desetih letih močno razvila. Po 2. svetovni vojni sta Peter in Karl registrirala vsak svojo ščetarsko obrt in si razdelila delo. Podjetje je bilo nacionalizirano kmalu po Petrovi smrti leta 1964, ko se priimek Naglič zadnjič omenja v lastniški knjigi. Na lokaciji takratne tovarne bratov Naglič pa sedaj obratuje podjetje Menina.

## Zapuščina
Peter Naglič je imel veliko hobijev; rad je zahajal v hribe, aktiven je bil v telovadnem društvu Orel, bil je član kulturno-prosvetnega in kmetijskega društva v Šmarci, pogosto se je udeleževal romanj doma in v tujini, ukvarjal se je s petrografijo – zbiral je kamnine s svojih potovanj in izletov, zanimalo ga je vse v zvezi s tehniko. Njegova velika strast pa je bila fotografija, ki ji je posvetil največ svojega prostega časa. Peter je vodil evidenco posameznih fotografij, saj ima večina fotografij zabeležene čas in kraj ter opisano vsebino. Tematsko njegovo fotografijo razdelimo na portretno, krajinsko, arhitekturno in dokumentarno.
S portretno fotografijo se je Peter ukvarjal predvsem v začetnem obdobju in prav tako s krajinsko fotografijo, ko je fotografiral predvsem kraje in pokrajine v kamniški okolici in beležil izlete po vrhovih Kamniško-Savinjskih Alp. Pri arhitekturni fotografiji izstopajo posnetki z motivi sakralnih objektov in spremljanje gradbene prenove Ljubljane v 30-ih letih 20. stoletja, med drugim tudi gradnja Nebotičnika in tramvajske proge ter prenova struge Ljubljanice. Ohranjenih je veliko posnetkov spremljanja Plečnikovih stvaritev: gradnja stadiona za Bežigradom, Narodne in univerzitetne knjižnice, pokopališča Žale, ljubljanske tržnice in nekaj Plečnikovih cerkva. Večino Petrovih posnetkov uvrščamo med dokumentarno fotografijo, saj je v objektiv ujel vsakdanje in tudi slovesne dogodke v ožji in širši okolici. Fotografiral je šege v svoji okolici, društveno in družabno življenje v domačem kraju in kamniški okolici, vaje in nastope telovadnega društva Orel, in tudi nenavadne dogodke, kot sta izkopavanje mamutovih fosilov v Nevljah ali pristanek letala na Mengeškem polju. Celo serijo dokumentarnih fotografij je Peter posnel v obdobju prve svetovne vojne, ki jo je preživel na Vrhniki in na Ljubljanskem gradu. Fotografiral je vojake, častnike, vojne ujetnike, begunce in vojne ujetnike pri delu - bili so čevljarji, urarji, mizarji in imeli tudi lutkovno gledališče.  Podrobno je fotografiral širitev in gradnjo domačih obrtnih objektov ter delovne procese in razne faze ščetarske obrti. Velik del Nagličeve dokumentarne fotografije lahko povežemo z verskim življenjem in krščansko tematiko; predvsem številna romanja, razne cerkvene slovesnosti in kongrese, blagoslove in pogrebe cerkvenih dostojanstvenikov.
Leta 1910 se je Peter udeležil vseslovenskega romanja v Sveto deželo. S seboj je vzel fotoaparat in zajel motive celotne odprave okrog 540 ljudi, ki se je pod vodstvom ljubljanskega knezoškofa Antona Bonaventure Jegliča udeležilo največjega romanja Slovencev v Sveto deželo. Romanja se je udeležilo okrog 540 ljudi, tudi 11 Hrvatov iz Istre, ohranjenih pa je 197 Nagličevih posnetkov s tega potovanja. Fotografiral je tudi romanje na Trsat leta 1933, potovanje po Dalmaciji leta 1935 in se leta 1938 udeležil 34. mednarodnega evharističnega kongresa v Budimpešti, kjer je naredil več posnetkov dogajanja ter slikal znamenitosti Budimpešte.
Nagličeve fotografije so za etnologe neprecenljiv vir za proučevanje lokalne zgodovine in življenja v kamniški okolici in širše v prvi polovici 20. stoletja.